# Deutsche Schule Helsinki

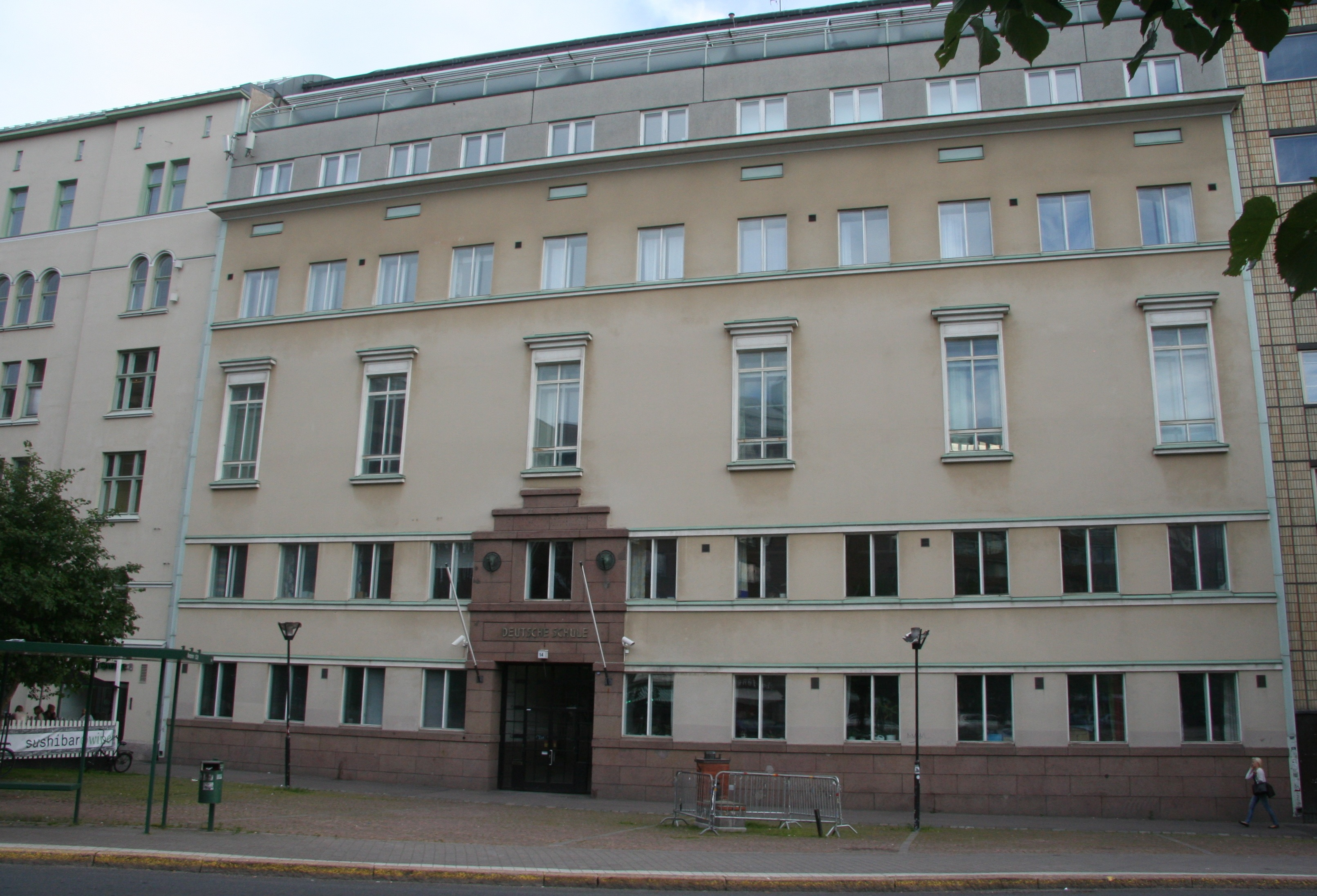
Das Eingangsgebäude der Deutschen Schule Helsinki in der Malminkatu 14

Die Deutsche Schule Helsinki oder finnisch Helsingin Saksalainen koulu (schwedisch Tyska skolan i Helsingfors, englisch German School Helsinki) (DSH) ist eine deutsche Auslandsschule in Helsinki mit rund 650 Schülern. Sie wurde 1881 als Privatschule gegründet. Die DSH versteht sich als Begegnungsschule und führt in zwei deutschen und einer finnischen Linie (Klassen 1–9) und danach in zwei Klassen (10–12) jeweils bis zum Abitur. Träger der Deutschen Schule Helsinki ist der in Finnland registrierte Pestalozzi Schulverein e. V. (deutsch / finnisch / schwedisch Kouluyhdistys Pestalozzi Schulverein Skolföreningen r.y.).

## Geschichte

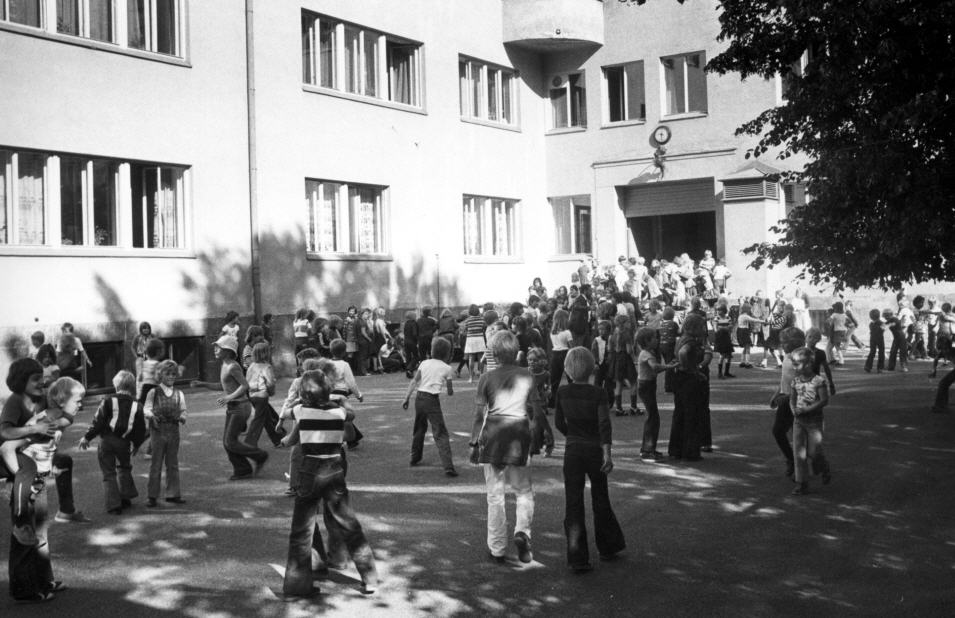
Schüler im Schulhof im Jahr 1970

Die Deutsche Schule Helsinki ist Finnlands älteste internationale Schule. Die Gründung der Schule geht auf das Engagement des damaligen deutschen Konsuls Ferdinand Freiherr von Lamezan, wohlhabender deutschsprachiger Einwandererfamilien (wie Stockmann, Fazer, Paulig und von Rohden) sowie der evangelischen Kirche zurück. Auf ihre Initiative wurde 1880 ein Wohltätigkeitsverein gegründet, der neben anderen Aufgaben 1881 auch die Trägerschaft der im gleichen Jahr gegründeten deutschen Elementarschule in Helsinki übernahm. Ursprünglich wurde der Unterricht in privaten Wohnungen durchgeführt, zum ersten Mal am 1. Januar 1881, als sich 9 Schülerinnen und Schüler in einem Raum trafen, den die Schweizerin Dorothea Fazer (ursprünglich Fatzer) in ihrer Wohnung dafür bereitgestellt hatte.
Die erste Aufgabe des Schulvereins war, ein adäquates Gebäude für die wachsende Schule zu bauen. 1922 wurde ein eigenständiger Schulverein gegründet. Er war der Vorläufer des heutigen Pestalozzi-Schulvereins und ist bis heute ein nach finnischem Vereinsrecht registrierter eingetragener Verein.

## Kultur an der Deutschen Schule Helsinki

### Jugend musiziert und Kinder musizieren
- Austragung dieser Veranstaltung ist immer am Anfang des 2. Schulhalbjahres.
- 2007 Regionalwettbewerb (Januar) und Landeswettbewerb Nord- und Osteuropa (März) Helsinki Finnland
- 2008 Regionalwettbewerb Helsinki Finnland 11.–16. Januar 2008
- 2009 Regionalwettbewerb Helsinki Finnland 15.–20. Januar 2009

## Unterricht
- Klasse 1–4: Sport, Deutsch, Finnisch, Religion, Russisch, Musik, Kunst, Mathematik, Ethik,
- Klasse 5–9: Sport, Deutsch, Finnisch, Religion, Russisch, Musik, Kunst, Mathematik, Ethik, Chemie, Biologie, Studienberatung (Klasse 8 und Klasse 9), Erdkunde, Englisch, Geschichte, Politik (halbjährig Klasse 9), Französisch, Schwedisch, Latein (AG), Physik

## Schulleiter
- bis 2011 Wolfgang Weber

- bis 2016 Frank Kühn

- bis 2020 Thomas Dietrich[7]

- bis 2024 Annette Carl[8]
- seit 1. August 2024 Saga Sjölund[9]